# Рошіорі (Бакеу)
Рошіорі (рум. Roșiori) — село у повіті Бакеу в Румунії. Входить до складу комуни Рошіорі.
Село розташоване на відстані 265 км на північ від Бухареста, 20 км на північний схід від Бакеу, 61 км на південний захід від Ясс.

## Населення
За даними перепису населення 2002 року у селі проживали 1117 осіб, усі — румуни. Усі жителі села рідною мовою назвали румунську.